# General der Flieger
Der General der Flieger war ein militärischer Dienstgrad in der Luftwaffe der deutschen Wehrmacht. Er entspricht dem Dienstgrad General (der Waffengattung) beim Heer und dem Generalleutnant der Bundeswehr (NATO-Rangcode OF-8).

## A
- Alexander Andrae (1888–1979)

## B
- Karl Barlen (1890–1956)
- Hellmuth Bieneck (1887–1972)
- Karl-Heinrich Bodenschatz (1890–1979)
- Walter Boenicke (1895–1947)
- Rudolf Bogatsch (1891–1970)
- Alfred Bülowius (1892–1968)

## C
- Friedrich Christiansen (1879–1972)
- Friedrich von Cochenhausen (1879–1946)
- Joachim Coeler (1891–1955)

## D
- Heinrich Danckelmann (1887–1947)
- Paul Deichmann (1898–1981)
- Egon Doerstling (1890–1965)
- Eduard Dransfeld (1883–1964)
- Karl Drum (1893–1968)

## E
- Karl Eberth (1877–1952)

## F
- Hellmuth Felmy (1885–1965)
- Martin Fiebig (1891–1947)
- Johannes Fink (1895–1981)
- Willy Fisch (1886–1963)
- Veit Fischer (1890–1966)
- Helmuth Förster (1889–1965)
- Stefan Fröhlich (1889–1978)
- Heribert Fütterer (1894–1963)

## G
- Hans Geisler (1891–1966)

## H
- Wilhelm Haehnelt (1875–1946)
- Hans Halm (1879–1957)
- Friedrich-Carl Hanesse (1892–1975)
- Willi Harmjanz (1893–1983)
- Otto Hoffmann von Waldau (1898–1943)

## K
- Josef Kammhuber (1896–1986)
- Erich Karlewski (1874–1946)
- Gustav Kastner-Kirdorf (1881–1945)
- Leonhard Kaupisch (1878–1945)
- Ulrich Kessler (1894–1983)
- Karl Kitzinger (1886–1962)
- Waldemar Klepke (1882–1945)
- Robert Knauss (1892–1955)
- Karl Koller (1898–1951)
- Werner Kreipe (1904–1967)
- Bernhard Kühl (1886–1946)

## L
- Otto Langemeyer (1883–1950)
- Hermann von der Lieth-Thomsen (1867–1942)
- Alexander Löhr (1885–1947)

## M
- Alfred Mahncke (1888–1979)
- Wilhelm Mayer (1886–1950)
- Rudolf Meister (1897–1958)
- Max Mohr (1884–1966)
- Walter Musshoff (1885–1971)

## P
- Erich Petersen (1889–1963)
- Curt Pflugbeil (1890–1955)
- Maximilian von Pohl (1893–1951)
- Richard Putzier (1890–1979)

## Q
- Erich Quade (1883–1959)

## R
- Georg Rieke (1894–1970)
- Hans Ritter (1893–1991)

## S
- Hugo Schmidt (1885–1964)
- Wilhelm Schubert (1879–1972)
- Julius Schulz (1889–1975)
- Karl-Friedrich Schweickhard (1883–1968)
- Hans-Georg von Seidel (1891–1955)
- Hans Seidemann (1902–1967)
- Hans Siburg (1893–1976)
- Wilhelm Speidel (1895–1970)

## V
- Albert Vierling (1887–1969)
- Hellmuth Volkmann (1889–1940), später zum General der Infanterie umbenannt

## W
- Bernhard Waber (1884–1945)
- Walther Wecke (1885–1943)
- Ralph Wenninger (1890–1945)
- Helmut Wilberg (1880–1941)
- Wilhelm Wimmer (1889–1973)
- Bodo von Witzendorff (1876–1943)
- Ludwig Wolff (1886–1950)

## Z
- Konrad Zander (1883–1947)